# Guêpier écarlate
Merops nubicus
Espèce
Statut de conservation UICN

 LC  : Préoccupation mineure
Le Guêpier écarlate (Merops nubicus) est une espèce d'oiseau appartenant à la famille des Meropidae.

## Description

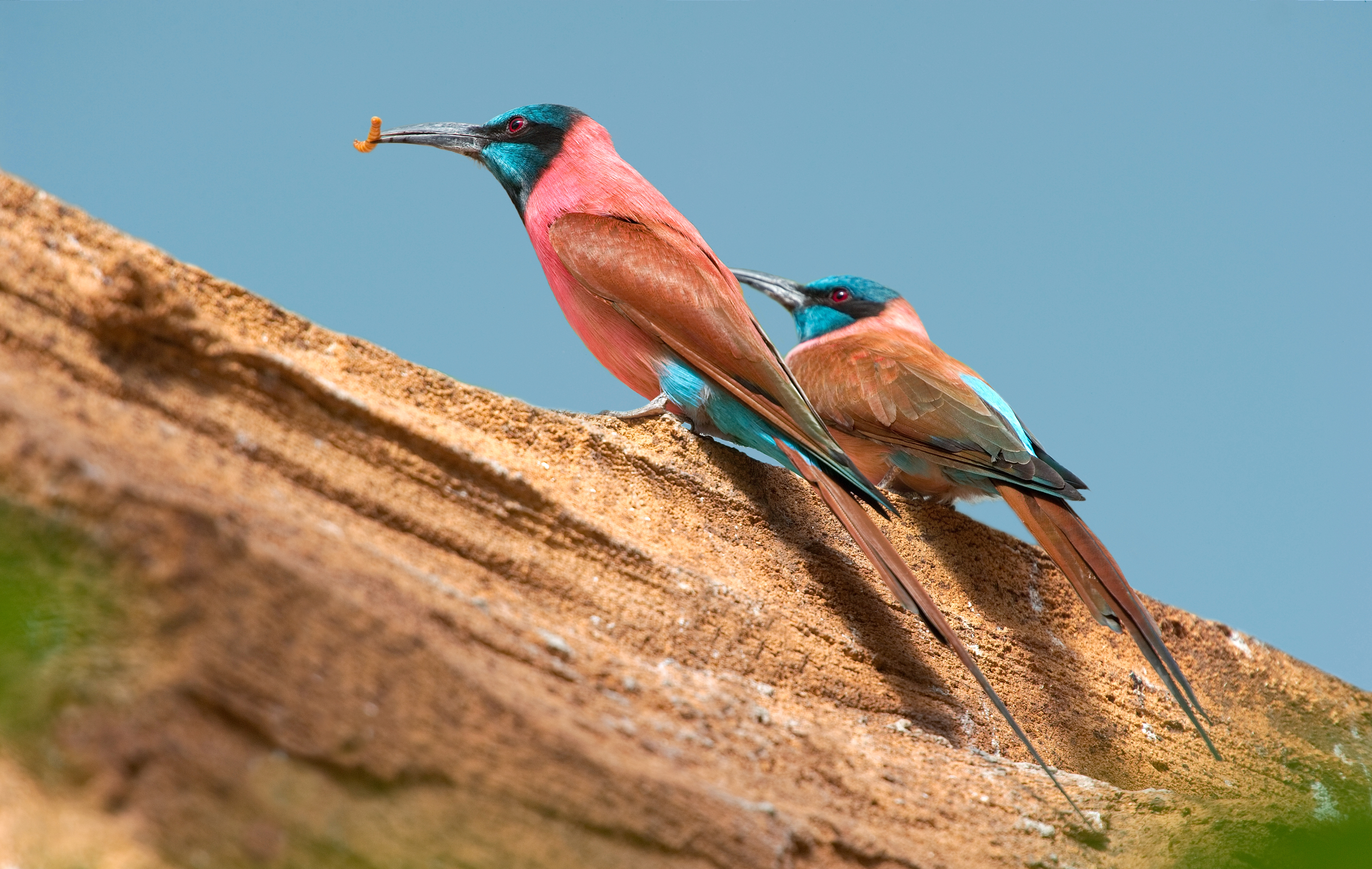
Guêpier écarlate.

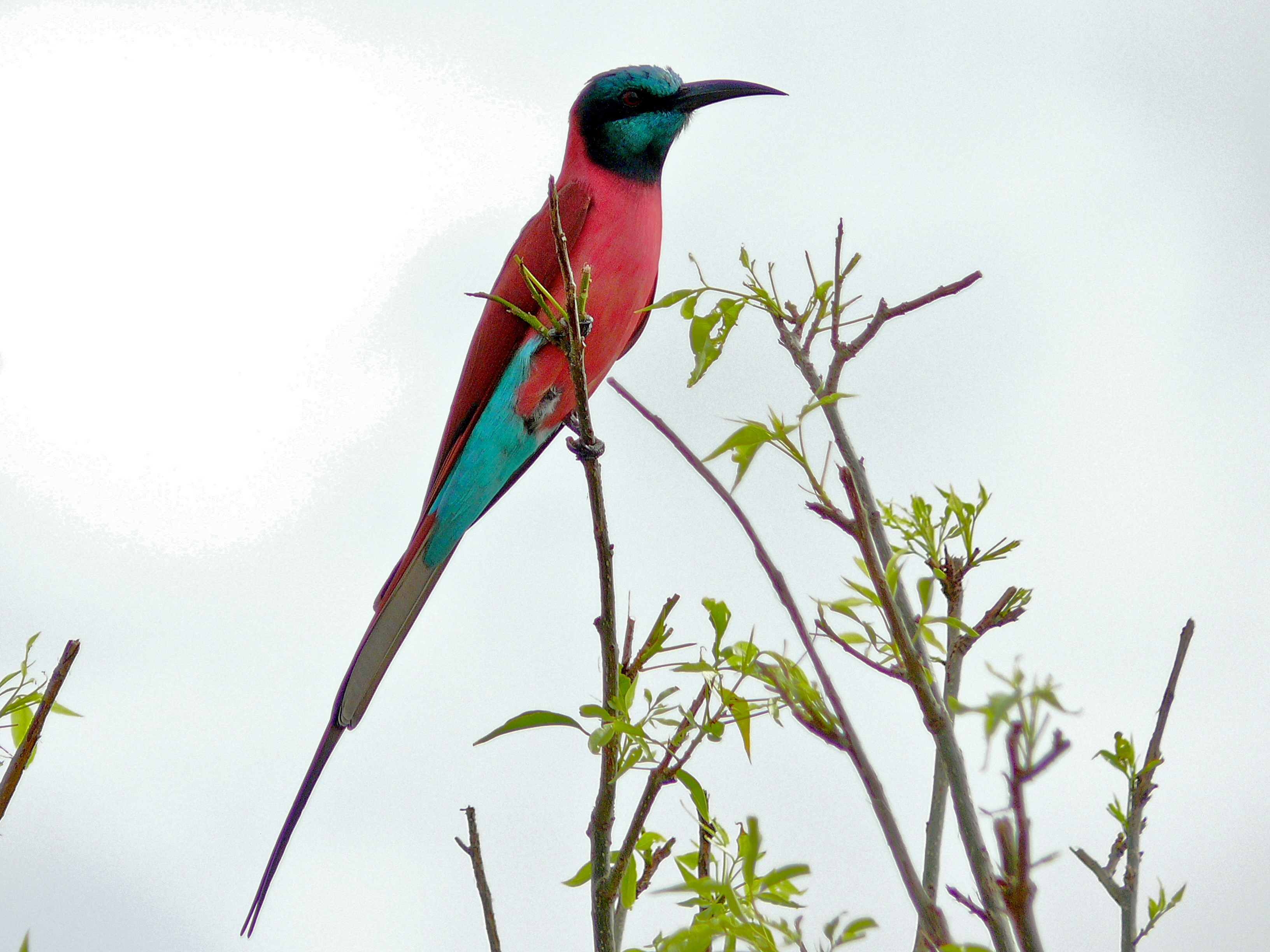
Parc national Murchison Falls, Ouganda

## Répartition
Son aire s'étend du Sénégal à la Somalie.

## Sous-espèces
Cet oiseau était représenté par 2 sous-espèces avant que l'une soit élevée au rang spécifique :
- Merops nubicus nubicoides Des Murs & Pucheran 1846 — Guêpier carmin
- Merops nubicus nubicus Gmelin 1788.